# Рипуарски Франци
Рипуарски Франци (лат. Ripuarii) су били древни германски народ, односно огранак Франака који је средином 1. миленијума живио на подручју средњег тока Рајне. О поријеклу њиховог имена постоје разне теорије, највише везане уз латинску ријеч ripa за о„балу ријеке“. По њима би се Рипуарски Франци могли назвати и "ријечним Францима" те тако разликовати од западнијих Салијских ("сланих") или "морских" Франака који су се населили на доњем току Рајне, односно подручју данашње Холандије и Белгије. О Рипуарским Францима постоје прилично оскудни подаци, али се на основу њих зна да су за вријеме Велике сеобе народа и пропасти Западноримског царства, односно у 5. вијеку заузели подручја на лијевој обали Рајне око данашњег Келна, а под краљем Хилдебертом и сам град који је постао пријестолница његове државе. Везе са Салијским Францима су се задржале, а Хилдебертов син Сигиберт Хроми је био савезник салијског (меровиншког) краља Хлодовех и 496. заједно са њим учествовао у бици код Толбиаца којом су поражени Алемани. Године 507. или 509. Хлодовех је дао убити Сигиберта, а потом и његовог сина Хлодериха, те анектирао њихову земљу Франачком краљевству. Упркос томе су Рипуарски Франци неколико вијекова касније задржали засебни идентитет, о чему свједочи Lex Ripuaria, законик кога су године 630. донијели меровиншки краљеви искључиво за своје рипуарске поданике. Рипуарски Франци су касније асимилирали у модерну њемачку нацију, али се њихово име одржало кроз рипуарске дијалкете њемачког језика.